# Robledo de Chavela
Robledo de Chavela è un comune spagnolo di 4 479 abitanti (2021) situato nella comunità autonoma di Madrid.

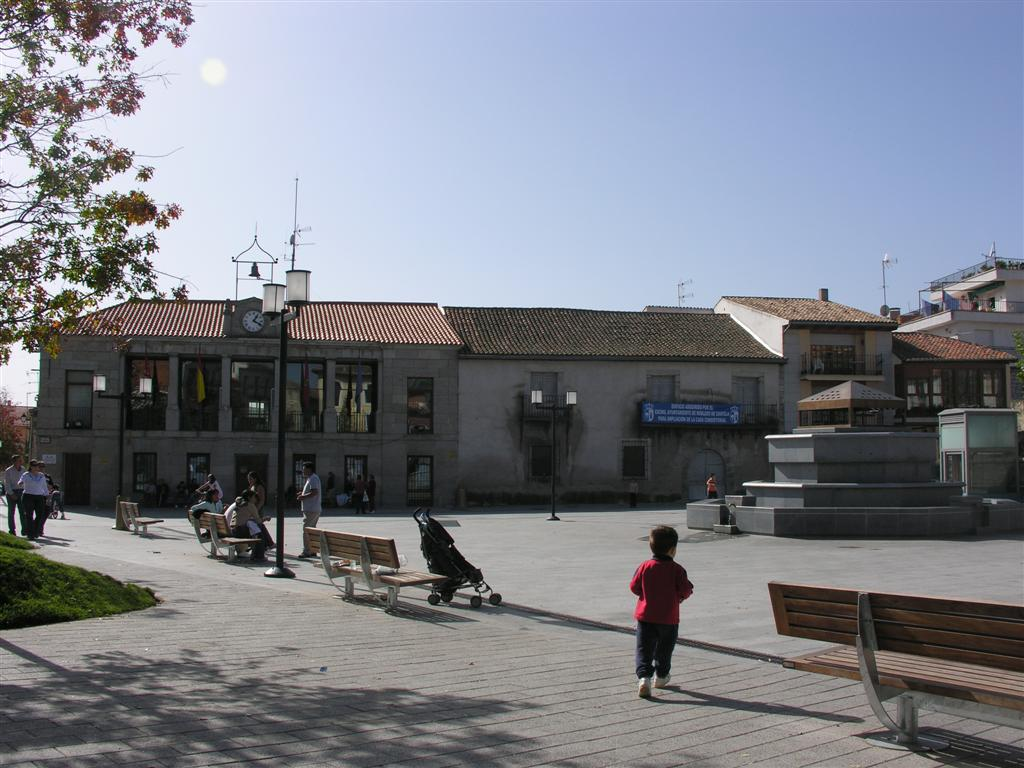
Robledo de Chavela.

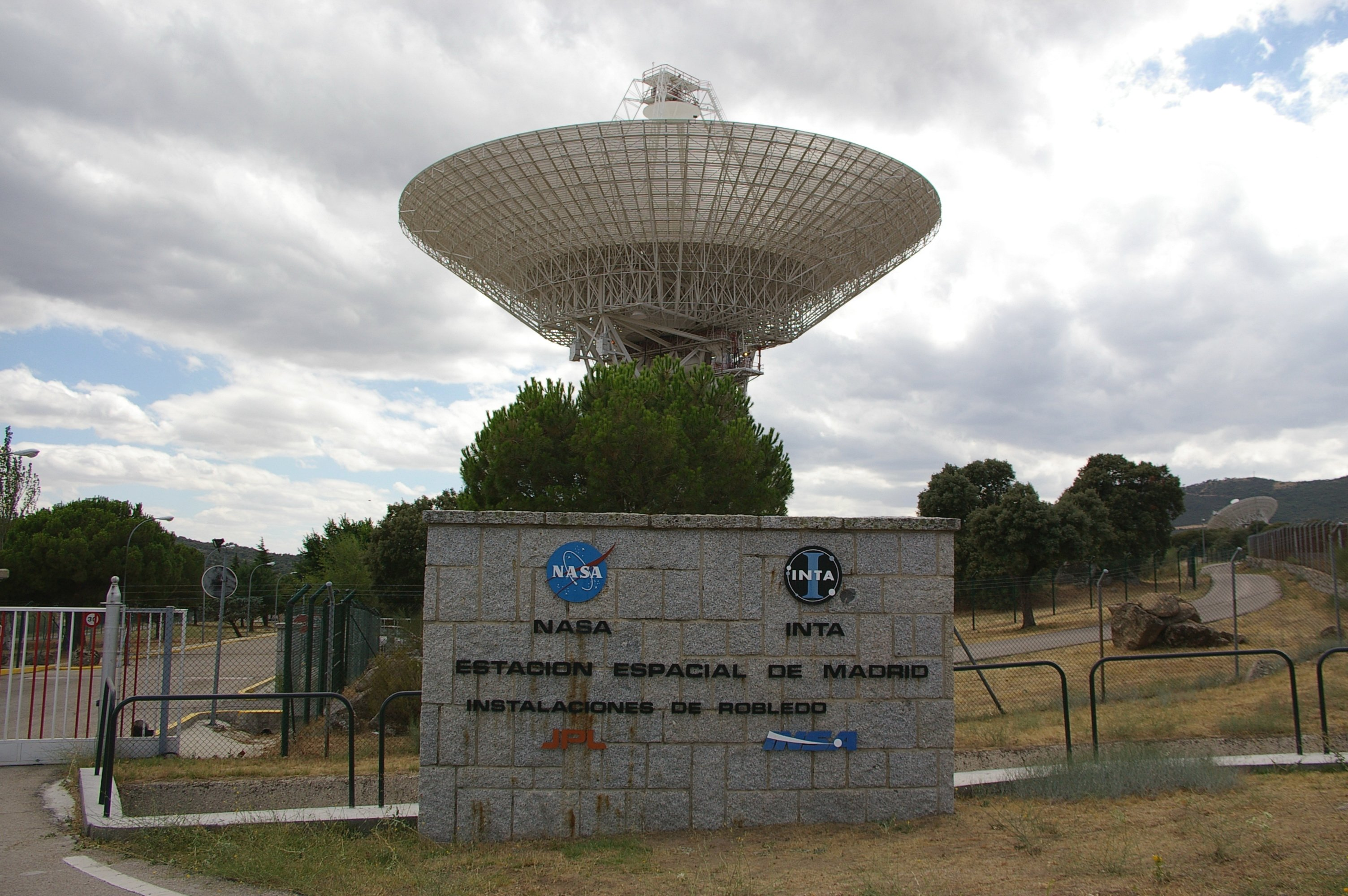
Madrid Deep Space Communication Complex (Robledo de Chavela).